# 帕乌敦县
帕烏敦縣是位於寮國西北部博膠省的一個縣。該縣與巴塔縣相同，直到1992年皆為烏多姆賽省的一部分。

## 地理
帕烏敦縣位於會曬東南約50公里處，面積1579平方公里。人口約36,400人。 該縣地處偏遠，地形多山，可分為海拔800公尺的高地和海拔400公尺的低地兩塊區域，約佔陸地面積的65%。